# The Elite
Elite este o facțiune din wrestling care apare în prezent în compania americană All Elite Wrestling (AEW). În prezent, grupul este format din co-liderii The Young Bucks (Matthew Jackson și Nicholas Jackson), Kazuchika Okada și Jack Perry.
Elite a fost formată inițial în ianuarie 2016 de Kenny Omega și Young Bucks ca un trio ce acționează ca un subgrup în cadrul Bullet Club, un grup mai mare al cărui lider era Omega. Împreună, trio-ul a capturat NEVER Openweight 6-Man Tag Team Championship de două ori mai târziu în acel an, dar și-au continuat alianța dincolo de acel punct, cu The Young Bucks acționând în special ca valeți pentru Omega în cariera sa de simplu. Alte titluri câștigate de membri ca parte a facțiunii includ centura IWGP Heavyweight, IWGP Intercontinental Championship, IWGP United States Heavyweight Championship și AAA Mega Championship pentru Omega, în timp ce Young Bucks a câștigat IWGP Junior Heavyweight Tag Team Championship de șapte ori, IWGP Heavyweight Tag Team Championship o dată, ROH World Tag Team Championship de trei ori și AAA World Tag Team Championship o dată.
În octombrie 2018, după o lungă ceartă internă în cadrul Bullet Club, facțiunea „Elite” a lui Omega și The Young Bucks a părăsit grupul. Cody Rhodes, Adam Page și Marty Scurll, toți care s-au alăturat lui Omega în timpul ceartei, au plecat pentru a se alătura oficial The Elite pe 30 octombrie 2018, alături de partenerul de echipă al lui Omega în Golden☆Lovers, Kota Ibushi, făcându-l un complet - scară stabilă. În următoarele trei luni, membrii The Elite aveau să părăsească majoritatea celorlalte promoții pentru a lucra aproape exclusiv cu AEW, minus Scurll și Ibushi, care au ales să rămână în Ring of Honor și, respectiv, New Japan Pro-Wrestling, părăsind facțiunea. Cei cinci, care au jucat un rol esențial în crearea companiei și dețin funcții de vicepreședinți executivi (cu excepția lui Page), aveau să joace un rol esențial în AEW, atât pe ecran, cât și în afara ecranului.
Cody Rhodes avea să părăsească în cele din urmă grupul pentru a se concentra pe propria facțiune al lui Nightmare Family, la fel ca și Page în urma unei înfrângeri cu Omega și Bucks. În decembrie 2020, Don Callis, un vicepreședinte executiv al Impact Wrestling, a venit la AEW ca invitat al Omega și l-a ajutat să câștige centura Mondială AEW. Omega a început apoi să facă apariții în Impact Wrestling alături de Callis, câștigând în cele din urmă centura Mondial Impact și a restabilit legăturile cu foștii colegi de echipă Bullet Club și luptătorii Impact Doc Gallows și Karl Anderson. Omega ar pretinde că a „reformat vechiul Club Bullet”, iar odată ce grupul a fuzionat cu trio-ul de membri rămași de Elite, Callis și-ar fi luat meritul pentru „reformarea” Elitei, pe care l-a numit „o nouă Elită” și mai târziu l-a numit „The Super Elite”. După dizolvarea parteneriatului AEW și Impact, Callis a rămas cu The Elite, în timp ce Luke Gallows și Karl Anderson au plecat în liniște și au fost înlocuiți în grup de Adam Cole, Bobby Fish și Kyle O'Reilly, care au plecat cu toții în august 2022. de data aceasta, Elite a câștigat în mod colectiv centura Mondială pe echipe AEW de trei ori, o dată de Omega cu Page și un record de două ori de către The Young Bucks. Elite avea să devină, de asemenea, campionii mondiali de trios AEW inaugurali în septembrie 2022. Din cauza unei cearte comune cu Blackpool Combat Club, Page s-a alăturat facțiunii în mai 2023. În iulie 2023, Kota Ibushi s-a alăturat din nou grupului la Blood and Guts. În martie 2024, Omega a fost concediat și Page a fost suspendat de către Bucks din grup, iar Kazuchika Okada s-a alăturat grupului în același timp. În aprilie 2024, Jack Perry s-a alăturat grupului.